# VV Haulerwijk
Voetbalvereniging Haulerwijk is een voormalige Nederlandse amateurvoetbalclub uit Haulerwijk in de gemeente Ooststellingwerf (provincie Friesland), opgericht op 30 november 1936. Op 1 juli 2015 fuseerde de club samen met ZVV Haulerwijkse Boys tot SV Haulerwijk.
Het eerste elftal van de club kwam uit in de Vierde klasse zondag (seizoen 2014/15).
De club speelde samen met zaterdagvereniging ZVV Haulerwijkse Boys op sportpark De Hichte aan de Scheidingsreed in Haulerwijk. Het tenue van de club bestond uit een rood shirt, witte broek en rood-wit gestreepte sokken.

## In het kort
In seizoen 2005/2006 promoveerde trainer Ben Peper, nadat het een seizoen eerder de strijd om promotie in de nacompetitie had verloren van VV HSC, met Haulerwijk van de vijfde klasse naar de vierde klasse. Haulerwijk begon aan een opmars onder de nieuwe trainer Henk Boeree en promoveerde een seizoen later naar de derde klasse. Het seizoen erop vertrok Henk Boeree naar DIO Oosterwolde en degradeerde Haulerwijk naar de vierde klasse. In 2011/2012 daalde Haulerwijk, na een beslissingswedstrijd voor promotie/degradatie tegen SC Boornbergum '80 welke verloren werd, af naar de vijfde klasse. In seizoen 2012/13 kwam Haulerwijk, onder leiding van de nieuwe trainer Gezinus Oosterhuis, uit in de vijfde klasse D zondag. De nacompetitie in strijd om de vierde klasse werd niet afgedwongen. In het daaropvolgende seizoen werd de club, ook onder Oosterhuis, kampioen. In het seizoen 2014/15 was Theo Donker trainer bij de Haulerwijksters.

## HJC
De jeugd van ZVV Haulerwijkse Boys voetbalt samen met de jeugd van VV Haulerwijk onder de naam samenwerkende jeugdopleiding Haulerwijkster Jeugd Combinatie, afgekort tot SJO HJC. Het samenwerkingsverband is opgericht op 28 mei 1996. HJC kent vijftien jeugdteams waaronder twee meidenteams.
Eind 2010 werd er gesproken over een fusie tussen VV Haulerwijk en ZVV Haulerwijkse Boys, deze plannen werden voorlopig weer in de ijskast gezet. In 2015 werden de plannen geconcretiseerd, dit leidde midden juli tot een fusie onder de naam SV Haulerwijk.

## Ooststellingwerfcup
In 2008 maakte de Ooststellingwerfcup zijn rentree, nadat deze in 1993 voor het laatst gehouden was. Op dat moment kende het toernooi elf deelnemende teams en was de naam 'Ooststellingwerfcup'.
Deelnemende clubs zijn onder andere: DIO Oosterwolde, SV De Griffioen, vv Haulerwijk, ZVV Haulerwijkse Boys, VV Waskemeer, VV Sport Vereent, SV Donkerbroek, Sportclub Makkinga, Stanfries, OZC (Elsloo) en FC Fochteloo.

## Erelijst
Kampioen Vierde klasse: 1953, 1954, 1964, 1972
Kampioen Vijfde klasse: 2014
Winnaar Ooststellingwerfcup: 2008, 2009

## Competitieresultaten 1952–2015
| 5 4B |

| 1 4B |

| 1 4B |

| 7 3B |

| 10 3B |

| 10 3B |

| 11 3B |

| 12 3B |

| 5 4C |

| 6 4C |

| 2 4C |

| 3 4C |

| 1 4C |

| 5 3B |

| 8 3B |

| 2 3B |

| 5 3B |

| 8 3B |

| 11 3B |

| 8 4C |

| 1 4C |

| 8 3B |

| 9 3B |

| 10 3B |

| 12 3B |

| 8 4C |

| 11 4C |

| 2 |

| 9 4B |

| 11 4B |

| 6 |

| 10 |

| 10 |

| 5 |

| 2 |

| 9 4C |

| 4 4C |

| 11 4C |

| 11 4C |

| 12 4C |

| 3 |

| 12 4B |

| 4 |

| 7 |

| 5 |

| 7 5B |

| 9 5C |

| 7 5C |

| 7 5C |

| 4 5C |

| 3 4B |

| 7 4B |

| 11 4B |

| 2 5C |

| 2 5C |

| 2 4B |

| 6 4C |

| 2 4B |

| 5 4B |

| 14 3B |

| 13 4B |

| 5 5D |

| 1 5C |

| 12 4B |

| Derde klasse | Vierde klasse | Vijfde klasse | Hoofdklasse FVB | Eerste klasse FVB |

In elke staaf van de grafiek staat van boven naar beneden vermeld: 
- Eindnotering

Dit is de positie die de club heeft bereikt in de competitie, zonder eventuele beslissings-, play-off- of nacompetitiewedstrijden die nodig zijn geweest om bijvoorbeeld de kampioen van de competitie te bepalen.
Indien een * achter het getal staat is de notering een tussenstand en kan het zijn dat de notering niet overeenkomt met de uiteindelijke eindstand van de competitie.
Staat er een - dan is het seizoen nog bezig en is er geen definitieve uitslag bekend.
Staat er xx op de positie van de notering, dan heeft de club vroegtijdig de competitie verlaten. Dit kan onder andere komen door terugtrekking van het team, faillissement van de club of door een uitgedeelde straf van de KNVB. In veel gevallen staat elders in het artikel de reden vermeld.
Staat er een ? dan is het resultaat uit het verleden onbekend, en is alleen de competitie of het niveau bekend van dat seizoen.
In de seizoenen 2019/20 en 2020/21 werd wegens de coronacrisis het amateurvoetbal afgebroken. Daardoor kennen deze staven geen eindklassering (middels -- weergegeven).
- Competitieniveau en afdelingsletter of Officiële eindstand Eredivisie
  - Competitieniveau en afdelingsletter

Hierbij geeft het getal het niveau weer, dat ook terug te vinden is in de legenda. De letter is de afdelingsaanduiding en wordt gebruikt wanneer er meer afdelingen zijn op hetzelfde niveau. De afdelingsletter is altijd een hoofdletter en wordt meestal zonder nummer gebruikt.
Voorbeeld: 2F is niveau 2e klasse competitie F.
Het competitieniveau en nummer wordt niet vermeld wanneer er slechts één competitie van dit niveau was.
  - Officiële eindstand Eredivisie (getal staat tussen haakjes vermeld)

Sinds de introductie van play-offwedstrijden voor Europees voetbal na afloop van de reguliere competitie in 2005/06, is de KNVB verplicht een eindstand van de Eredivisie door te geven aan de UEFA aan de hand van deze play-offwedstrijden.
Bij deze eindstand staan clubs die zich hebben gekwalificeerd voor Europees voetbal hoger dan clubs die zich niet wisten te kwalificeren. Indien er geen verschil was tussen de eindnotering en de officiële eindstand, staat dit getal niet vermeld.

- Onderafdeling

Hier staat afgekort de naam van de onderafdeling indien de club in dat jaar in een onderafdeling uitkwam. Tevens staat deze afkorting in de legenda en wordt gelinkt naar het artikel over deze onderafdeling. Deze afkorting wordt alleen vermeld wanneer de club in het verleden in verschillende onderafdelingen heeft gespeeld. Deze vermelding is in de staaf altijd in kleine letters. Deze onderafdelingen zijn na het seizoen 1995/96 afgeschaft. Heeft de club in slechts één onderafdeling gespeeld, dan is dit alleen terug te vinden in de legenda.
Onder de staaf staat het jaartal vermeld waarin het seizoen is afgesloten. 15 verwijst naar het seizoen 2014/15 of eventueel het seizoen 1914/15.
Wanneer een staaf leeg is, zijn deze gegevens niet bekend. Het kan ook zijn dat de club dat seizoen niet heeft meegespeeld op het hogere amateurniveau, vroegtijdig de competitie heeft verlaten of uit de competitie is gezet.

In het seizoen 1944/45 was er wegens de Tweede Wereldoorlog geen regulier competitievoetbal.

## Statistieken
- Ruimste uitoverwinning: VV Blue Boys - vv Haulerwijk 0-8 (2013/14 competitiewedstrijd)
- Ruimste nederlaag uit: Asser Boys - vv Haulerwijk 8-1 (2010/11 competitiewedstrijd)
- Ruimste thuisoverwinning: vv Haulerwijk - SGVV '07 20-0 (2004/05 bekerwedstrijd)
- Ruimste thuisnederlaag: vv Haulerwijk - SVMH 1-8 (2010/11 oefenwedstrijd)

Voormalig: DIO Oosterwolde · SV De Griffioen · VV Haulerwijk · ZVV Haulerwijkse Boys · OZC